# Un bracelet pour une cause
Un bracelet pour une cause (A Scause for Applause en VO) est le treizième épisode de la seizième saison de la série télévisée d'animation américaine South Park et l'épisode 236e de la série globale.

## Synopsis
Le scandale touche South Park : Jésus aurait fait usage de dopants, ce qui annule le sens de ses miracles et de son sacrifice sur la croix. La ville se défait de ses bracelets de soutien, mais Stan refuse de se séparer du sien car il y est habitué et le trouve bien malgré tout. Il ignore les critiques de son entourage et initie un mouvement "Stan en Force" ("Stanground" en VO), valorisant la volonté personnelle contre l'opinion publique. Le mouvement s'étend et Stan devient une célébrité, allant jusqu'à jouer dans une publicité de la marque Nike.
Des scientifiques belgo-suédois (franco-suédois en VO) l'accusent alors d'avoir recollé son bracelet après l'avoir coupé dans un premier temps. Stan dément publiquement malgré les traces de coupure et de colle retrouvés sur son bracelet et se dit victime d'une chasse aux sorcières. Il s'introduit dans la demeure du principal scientifique pour chercher un moyen de le discréditer, et tombe sur Jésus, venu pour les mêmes raisons.
Stan et Jésus conviennent que l'acharnement médiatique dont ils sont victimes distrait le public de problèmes plus sérieux, comme des fermiers du Belarus en lutte contre leur gouvernement pour protéger leurs terres. Ils décident d'entamer une lutte pour leur apporter leur soutien. Ils se rendent chez P.F. Pityef, un fabricant spécialisé dans les bracelets dédiés à une cause, qu'il appelle des "scauses". Ils en commandent des orange pour pousser le public à soutenir les insurgés belarus.
En dépit de cela, tous les fermiers sont massacrés par l'armée. L'orange disparait des poignets, remplacés par d’autres scauses, puis P.F. Pityef quitte South Park, ayant vidé les poches des habitants de la ville. Stan et Jésus réalisent qu’ils ont été dupés. Jésus prend alors des stéroïdes pour devenir un monstre musculeux, qui part détruire l'usine de scauses de P.F. Pityef, et tuer ce dernier par la même occasion.
Redevenu normal, Jésus sermonne le public en disant qu'une cause ne peut être supportée uniquement par un simple bracelet et montre la véritable façon d'agir efficacement : porter un tee-shirt revendicatif.

## Références

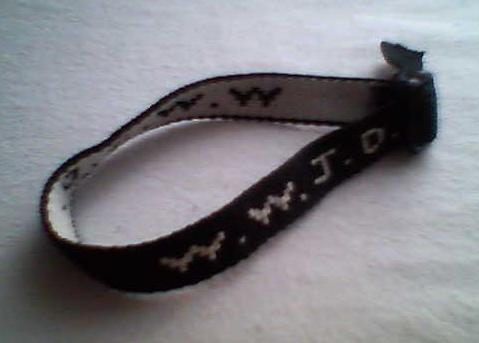
Un bracelet WWJD